# Miroslav Sinčić
Miroslav Sinčić (Račice, Buzet, 22. veljače 1937.) je hrvatski književnik, novinar, publicist, urednik, nakladnik, prosvjetni i društveno angažirani djelatnik. Živi u Puli. Piše pjesme na čakavštini i književnom hrvatskom te prozu (putopise, kratke priče i dr.). Među najznačajnijim je predstavnicima suvremenog hrvatskog pjesništva.
Studirao je u Rijeci gdje je diplomirao na Pedagoškom fakultetu. Radio je u prosvjetnim i kulturnim ustanovama. Potom je radio u pulskom dnevniku Glasu Istre kao novinar. Tijekom tih dvaju desetljeća je bio i urednik i glavni urednik (1991. – 1992.). Umirovio se 1993. godine. Nakon toga je pokrenuo privatni nakladnički projekt. Osim Glasa Istre, uređivao je časopise Istru i Istarski mozaik.
Njegov književni rad je počeo 1954. godine, a afirmirao se 1960-ih. Sinčićev rad nije oblikovao samo istarski Sjever, nego prije svega - grad (Buzet). Redovni je sudionik susreta čakavskih pjesnika Istre Verši na šterni.
Bio je članom Upravnog odbora Čakavskog sabora u sastavu iz 1969. godine. Iste godine je postao članom Društva hrvatskih književnika. Uz književnike Alda Klimana, Stjepana Vukušića, Tatjanu Arambašin, Daniela Načinovića i prvog izabranog predsjednika Borisa Biletića, bio je jedan od članova Inicijativnog odbora i organizatora Osnivačke skupštine Istarskog ogranka Društva hrvatskih književnika, održane u Puli 2. srpnja 1990. godine.
11 godina poslije, odnosno desetljeće nakon što se ugasio tradicionalni istarski narodni kalendar Jurina i Franina, Sinčić je obnovio izlaženje tog lista, kojeg danas izdaje njegova izdavačka kuća "Reprezent" s adresom u Račicama kraj Buzeta.

## Djela
- Bavul, zbirka pjesama, 2005.
- Gradovi i obzori: putopisni zapisi suvremenih hrvatskih autora iz Istre (izabrao: Antun Milovan, sastavio: Boris Domagoj Biletić), 2006.
- Vrisci i poljupci, zbirka pjesama, 2010.

Pjesme su mu izašle u antologiji Korablja začinjavca Zvane Črnje i Ive Mihovilovića, Hrvatsko pjesništvo Istre 19. i 20. stoljeća - Istarska pjesmarica Mirjane Strčić, antologiji čakavskog pjesništva 20. stoljeća Tusculum, prireditelja Milorada Stojevića, antologiji Borisa Biletića I ča i što i kaj: iz suvremene hrvatskoistarske lirike, 